# Banque franco-égyptienne
La Banque franco-égyptienne a été créée en 1870 par des banquiers financiers, parmi lesquels Raphaël Bischoffsheim, pour permettre à l’Égypte de renégocier sa dette.

## Histoire
La Banque franco-égyptienne a été créée en 1870 à l'initiative du banquier et homme politique Raphaël Bischoffsheim. Elle a un capital de 25 millions de francs, dont la moitié est apportée par le Khédive du Caire, Ismaïl Pacha,. Sa première activité est le placement de certains emprunts ottomans spécifiques, non-garantis par la Banque impériale ottomane. En 1875, elle est rattrapée par les difficultés financières de l'Égypte. Le Crédit industriel et commercial (CIC) est appelé pour entrer à son capital en 1878 et son président Albert Rostand devient aussi le président de la Banque franco-égyptienne. Elle comptera aussi parmi ses premiers souscripteurs, lors d'une augmentation de capital de 1879, les banquiers russes Hermann Raffalovich et Jacques de Gunzbourg, puis Hentsch & Lütscher, Goldschmidt et Koenigswarter.
En 1869, le siège de la Banque 3 et 5 rue Saint-Georges  (9e arrondissement de Paris), est construit par l'architecte Hector Degeorge, ce bâtiment est aujourd'hui détruit.

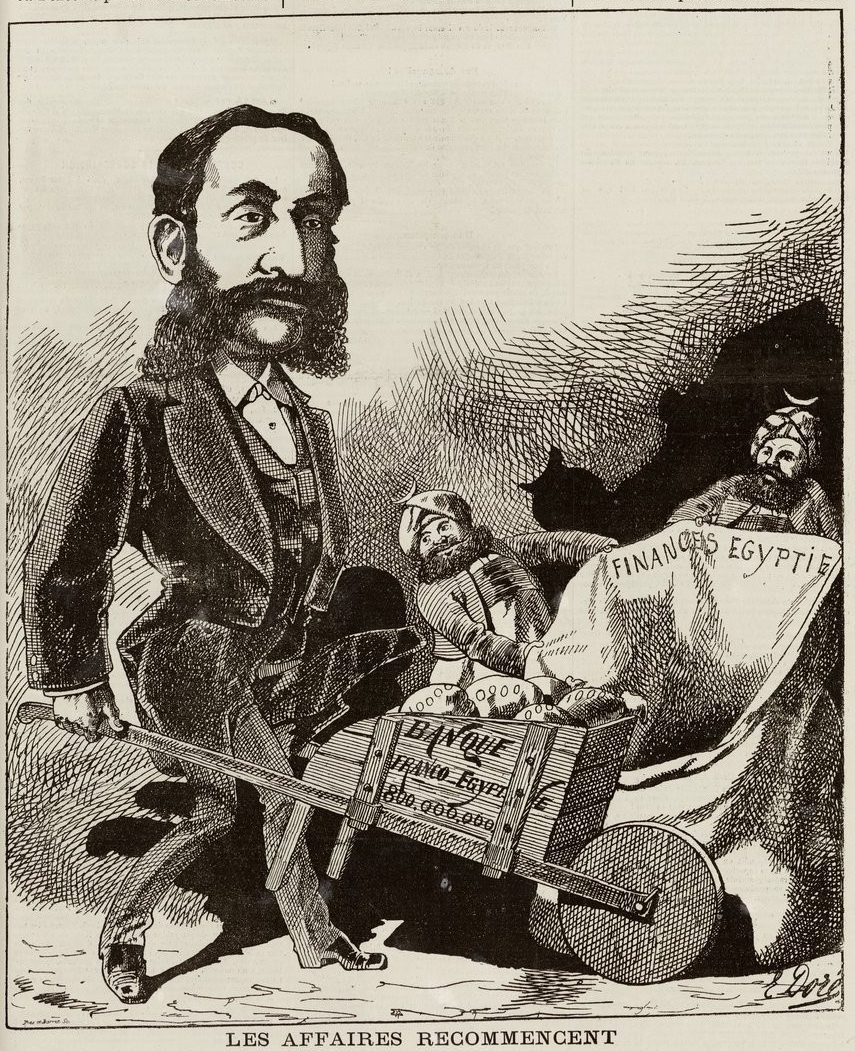

En 1888, la Banque franco-égyptienne rachète à Gustave Eiffel la moitié du capital de la société anonyme de la tour Eiffel pour 2,5 millions de francs, une opération négociée par un de ses administrateurs, Ernest May.
Le 14 mai 1889, la Banque franco-égyptienne réduit son capital social de 50 à 18 millions de francs et apporte le nouveau capital à la Banque internationale de Paris (BIP), créé par la famille de Raphaël Bischoffsheim, banque qui a participé au financement du canal de Panama et rejoindra ensuite le périmètre du Comptoir national d'escompte de Paris, nouvelle formule.
La Banque franco-égyptienne, devenue Banque internationale de Paris (BIP), a fusionné en 1901 avec la Banque française d'Afrique du Sud pour donner naissance à la Banque française pour le commerce et l'industrie (BFCI), créée par Ernest May et Maurice Rouvier, qui devient ministre des finances l'année suivante.